# Хингам (Монтана)
Хингам (енгл. Hingham) град је у америчкој савезној држави Монтана.

## Демографија
По попису из 2010. године број становника је 118, што је 39 (-24,8%) становника мање него 2000. године.
| Група             | 2000.       | 2010.       |
| Белци             | 152 (96,8%) | 107 (90,7%) |
| Афроамериканци    | 0 (0,0%)    | 0 (0,0%)    |
| Азијати           | 0 (0,0%)    | 1 (0,8%)    |
| Хиспаноамериканци | 0 (0,0%)    | 1 (0,8%)    |
| Укупно            | 157         | 118         |